# Fødedygtige alder
Den fødedygtige alder (også fertile alder og frugtbare alder) betegner det aldersvindue hvori kvinder normalt antages at kunne blive naturligt gravide. Det er et rent biologisk begreb og medtager ikke sociologiske eller økonomiske parametre. Den fødedygtige alder starter ved første menstruation og afslutter ved menopause. Både start og sluttidspunktet varierer fra kvinde til kvinde.
Danmarks Statistik definerer den fødedygtige alder som mellem 15 og 49 år, andre bruger 15-45 år.

## Biologiske forudsætninger
Den gennemsnitlige alder for første menstruation i Danmark er ved 12,5 år. Kvinders frugtbarhed topper i de første år af tyverne og vil begynde at dale fra omkring sidste halve af tyverne og vil tage et markant fald i perioden 31-35 år og statistisk set næsten ophører ved omkring 45 år. Fra 25 år til 35 vil den kvindelige frugtbarhed i gennemsnit være faldet til det halve, og fra 35 til 40 vil den halveres igen, så en 40 årige kvinde gennemsnitlig set kun er 1/4 så frugtbar som en 25 årig. Det største fald af frugtbarheden i et enkelt år sker statistisk set ved år 35. Med alderen vil også risikoen for spontan abort, kromosomfejl og fødselskomplikationer stige.

## Fødselsfordelingen
For en vurdering af afgrænsningen af alderen for fødedygtig alder gives en oversigt over antal fødsler inden for ægteskab i % af antallet af gifte kvinder for femåret 1906-1910 fordelt på femårige aldersklasser:
| Alder ved nedkomst | Hovedstaden | Provinsbyerne | Landdistrikterne | Hele landet |
| ------------------ | ----------- | ------------- | ---------------- | ----------- |
| 16-19 år           | 52,3        | 60,8          | 67,2             | 62,6        |
| 20-24 år           | 38,3        | 43,4          | 46,5             | 44,1        |
| 25-29 år           | 25,0        | 30,9          | 36,6             | 32,7        |
| 30-34 år           | 16,8        | 22,2          | 27,7             | 24,4        |
| 35-39 år           | 10,3        | 15,3          | 20,3             | 17,0        |
| 40-44 år           | 4,1         | 6,5           | 9,5              | 7,7         |
| 45-50 år           | 0,3         | 0,6           | 1,0              | 0,8         |
| Alle aldre         | 14,8        | 19,2          | 22,5             | 20,1        |

Tabellen viser, at børnefødslerne aftager med kvindens alder. Desuden ses, at jo tættere bebyggelse desto færre børn fødes.

## Yderligheder
Den tidligst dokumenterede graviditet er den peruanske pige Lina Medina som blev gravid allerede som 4-årig (og fødte sit barn som 5-årig), den ældste dokumenterede, naturlige graviditet er den britiske kvinde Dawn Brooke fra Guernsey, der blev gravid som 59-årig. Så teoretisk set kan den maksimale fødedygtige alder siges at være fra 4-59 år, men for langt hovedparten af kvinder vil den ligge fra omkring 13-14 til 42-44. Den yngste danske mor de sidste 30 år var 12 år ved barnets fødsel. Der har været to sådanne sager i Danmark i nyere tid (1976 & 1997). Ved en tredje sag fra 2008 var moderen 12 ved barnets undfangelse.
Den ældste mor i Danmark var 61 år ved barnets fødsel (2007).
Rygning og fedme kan skære flere år af en kvindes fødedygtige alder.

## Ekstern henvisning
- Salmonsens konversationsleksikon (2. udgave, 1929): Fødselsstatistik Arkiveret 23. juli 2011 hos  Wayback Machine